# Oxychora dentilinea
Oxychora dentilinea là một loài bướm đêm trong họ Geometridae.